# Liste der Kulturdenkmale in Ballenstedt
In der Liste der Kulturdenkmale in Ballenstedt sind die Kulturdenkmale der Stadt Ballenstedt (Landkreis Harz) und ihrer Ortsteile aufgelistet. Grundlage ist das Denkmalverzeichnis des Landes Sachsen-Anhalt, das auf Basis des Denkmalschutzgesetzes des Landes Sachsen-Anhalt vom 21. Oktober 1991 durch das Landesamt für Denkmalpflege und Archäologie Sachsen-Anhalt erstellt und seither laufend ergänzt wurde (Stand: 31. Dezember 2023).

## Kulturdenkmale nach Ortsteilen

### Asmusstedt
| Lage                                       | Bezeichnung | Beschreibung                                                      | Erfassungs- nummer | Ausweisungsart | Bild    |
| ------------------------------------------ | ----------- | ----------------------------------------------------------------- | ------------------ | -------------- | ------- |
| südlich der Ortsdurchfahrt gelegen (Karte) | Vorwerk     | Vorwerk Asmusstedt, ehemaliger Gutsbetrieb der Familie von Anhalt | 094 45044          | Baudenkmal     | Vorwerk |

### Badeborn
| Lage | Bezeichnung        | Beschreibung | Erfassungs- nummer | Ausweisungsart               | Bild               |
| --- | ------------------ | --- | ------------------ | ---------------------------- | ------------------ |
| Alte Hauptstraße, Am Bach, Am Teich, Amtsgasse, Bauerngasse, Große Gasse, Grüne Straße, Grüner Winkel, Hinterhof, Kalte Birke, Kirchplatz, Plan, Quedlinburger Straße, Radislebener Weg, Riederscher Weg (Karte) | Ortskern           | | 094 21107          | Denkmalbereich               | Ortskern           |
| Alte Hauptstraße 17 (Karte) | Bauernhof          | Wohnhaus zweistöckiger Backsteinbau | 094 45006          | Baudenkmal                   | Bauernhof          |
| Alte Hauptstraße 72 (Karte) | Taubenturm         | Taubenturm im Hof des Bauerngehöfts | 094 45007          | Baudenkmal                   | BW                 |
| Alte Hauptstraße 85 (Karte) | Bauernhof          | Am Rand des historischen Ortskerns, Wohnhaus laut Inschrift 1894 mit Fachwerkoberstock, Backsteinscheune um 1900.                                                                       | 094 21132          | Baudenkmal                   | Bauernhof          |
| Alte Hauptstraße 97 (Karte) | Gasthof            | Zur Goldenen Hufe, Gasthaus um 1700, mit seitlichem Saalbau im Ortszentrum, ostseitig Fachwerkbau mit Zierausmauerung und Walmdach, westseitig Saalbau des 19. Jhd., Wirtschaftsgebäude | 094 21142          | Baudenkmal                   | Gasthof            |
| Alte Hauptstraße 122 (Karte) | Taubenturm         | Taubenturm im Hof | 094 45009          | Baudenkmal                   | Taubenturm         |
| Alte Hauptstraße 132 (Karte) | Bauernhof          | Wohnhaus mit lang gestrecktem Scheunengebäude aus Fachwerk und Zierausmauerung, Anfang 18. Jhd.                                                                                         | 094 50613          | Baudenkmal                   | Bauernhof          |
| Alte Hauptstraße 134 (Karte) | Pfarrhaus          | Pfarrhaus im Rundbogenstil (zweite Hälfte 19. Jhd.), Einfriedung mit Backsteinpfeilern, vorderseitig erhaltene Zaunfelder                                                               | 094 45010          | Baudenkmal                   | Pfarrhaus          |
| Alte Hauptstraße 135 (Karte) | Bauernhof          | Fachwerkbau mit Giebelstellung, Scheune mit Zierausmauerung, Reste der Dorfbefestigung rückseitig, Anfang 18. Jhd.                                                                      | 094 45011          | Baudenkmal                   | Bauernhof          |
| Alte Hauptstraße 136 (Karte) | Bauernhof          | Fachwerkwohnhaus und Scheune, Reste der Dorfbefestigung rückseitig, 1710 | 094 45012          | Baudenkmal                   | Bauernhof          |
| Am Bach, Hinterhof, Riederscher Weg (Karte) | Stadtbefestigung   | Erhaltene Reste der Stadtmauer. | 094 45385          | Baudenkmal                   | Stadtbefestigung   |
| Amtsgasse 11 (Kirchplatz 111) (Karte) | Schule             | Alte Schule, zweistöckiger Fachwerkbau mit Krüppelwalmdach, 1854. | 094 45001          | Baudenkmal                   | Weitere Bilder     |
| Amtsgasse 22 (Karte) | Amtshaus           | zweistöckiges Fachwerkhaus mit Schiffskehle, profilierten Balkenköpfen und Andreaskreuzen, 2. Hälfte 16. Jhd.                                                                           | 094 45002          | Baudenkmal                   | Amtshaus           |
| Badeborner Allee (Karte) | Gedenkstätte       | Denkmal der Opfer des Faschismus: Gedenkstätte für die während des Todesmarsches umgekommenen KZ-Häftlinge, nach 1945                                                                   | 094 45431          | Baudenkmal                   | Weitere Bilder     |
| Badeborner Allee (Karte) | Friedhof Badeborn  | Friedhof mit Bruchsteinmauer, Grabsteine des 17.–19. Jahrhunderts, Friedhofskapelle in neuromanischem Rundbogenstil, rechteckiger Saal, Vorhalle von 1928                               | 094 45003          | Baudenkmal                   | Weitere Bilder     |
| Badeborner Allee, auf dem Friedhof von Badeborn (Karte) | Kapelle            | Kapelle | 094 45003 001      | Teilobjekt eines Baudenkmals | Weitere Bilder     |
| Große Gasse 217 (Karte) | Bauernhof          | Fachwerkbau als Wohnhaus, 18. Jh., Fachwerkstallscheune von 1876 | 094 50617          | Baudenkmal                   | Bauernhof          |
| Grüne Gasse 5 (Karte) | Bauernhof          | mit Fachwerkwohnhaus und Torhaus, 1785 | 094 45005          | Baudenkmal                   | Bauernhof          |
| Grüne Gasse 6 (Karte) | Scheune            | Fachwerk, mit Einfahrt und Pforte, Inschrift Ziegel: OT F.P. Frebert 1809 | 094 50612          | Baudenkmal                   | Scheune            |
| Grüne Gasse 7 (Karte) | Wirtschaftsgebäude | Bruchsteinbau mit aufwändig gearbeiteter Steintraufe, vor 1800, Einfriedung aus Bruchstein, rückseitige Reste der Umfassungsmauer und der Ortsbefestigung                               | 094 21104          | Baudenkmal                   | Wirtschaftsgebäude |
| Grüner Winkel 126 (Karte) | Bauernhof          | Vererbtes Familieninventar, Wohnhaus 1680, Stall und Taubenpfeiler sowie Wirtschaftsgebäude des 19. Jhds.                                                                               | 094 45004          | Baudenkmal                   | Bauernhof          |
| Kirchplatz (Karte) | Kirche             | St. Viti, nachreformatorischer Umbau, Turm ortsbildbeherrschend, Umbau im 18. Jhd. | 094 45387          | Baudenkmal                   | Weitere Bilder     |
| Kirchplatz 110 (Karte) | Schule             | Zweigeschossiger Ziegelrohbau, gekuppelte Stichbogenfenster, flaches Walmdach, letztes Viertel 19. Jhd.                                                                                 | 094 21106          | Baudenkmal                   | Schule             |
| Plan 119 (Karte) | Wohnhaus           | Putzbau, Freitreppe, schmucklose Fassade, Mitte 19. Jhd. | 094 50614          | Baudenkmal                   | Wohnhaus           |
| Quedlinburger Weg 89a (Karte) | Bauernhof          | Dreiseitig geschlossene Hofanlage, Fachwerkscheune mit Torfahrt, giebelständiger Wirtschaftsbau aus Backstein in Jugendstil und Neoklassizismus.                                        | 094 45013          | Baudenkmal                   | Bauernhof          |
| Quedlinburger Weg 89 (Karte) | Wohnhaus           | Wohnhaus als Fachwerkbau mit Krüppelwalmdach, dem Baudenkmal 094 45013 (Bauernhof) zugehörig.                                                                                           | 094 50618          | Baudenkmal                   | Wohnhaus           |
| Reiche Straße 25 (Karte) | Bauernhof          | 18. Jh., Winkelform, Fachwerkwohnhaus mit Zierausmauerung, Wirtschaftsgebäude mit Fachwerk-Galerie, Speichergebäude mit Sandsteinquaderuntergeschoss und Fachwerkoberstock              | 094 45386          | Baudenkmal                   | Bauernhof          |
| Reiche Straße 30 (Karte) | Bauernhof          | | 094 50619          | Baudenkmal                   | Bauernhof          |
| Ruhmberg (Karte) | Kriegerdenkmal     | Vermutlich für den Deutsch-Französischen Krieg, Pyramidenkonstruktion mit Adlerkrönung, Kiefernhainumrandung, Ende 19. Jh.                                                              | 094 50620          | Baudenkmal                   | Kriegerdenkmal     |
| Sperlingsberg 99 (Karte) | Bauernhof          | Straßeneckbebauung, klassizistischer Putzbau, Fachwerkwirtschaftsgebäude mit hofseitigen Galerien, nordseitig bruchsteinsichtiger Stall vom dritten Viertel 19. Jhd.                    | 094 50615          | Baudenkmal                   | Bauernhof          |

### Ballenstedt
| Lage | Bezeichnung             | Beschreibung | Erfassungs- nummer | Ausweisungsart | Bild                    |
| --- | ----------------------- | --- | ------------------ | -------------- | ----------------------- |
| am höchsten Punkt der Gegensteine (Karte) | Denkmal                 | Völkerschlacht | 094 21011          | Baudenkmal     | Weitere Bilder          |
| am schwarzen Stamm (Karte) | Grube                   | Eisensteingrube Schwarzer Stamm | 094 21013          | Baudenkmal     | Weitere Bilder          |
| nördlich unterhalb der Kleinen Gegensteine (Karte) | Hotel                   | Flugplatzhotel, 1962 bis 1990 Motorsportschule, danach Pension | 094 21015          | Baudenkmal     | BW                      |
| auf dem gleichnamigen Bergrücken oberhalb des Selketals und nahe einem Verbindungsweges zwischen den Städten Ballenstedt und Harzgerode (Karte)                                                               | Jagdhaus                | Meiseberg | 094 50112          | Baudenkmal     | Jagdhaus                |
| GR R:4446877.36; H: 5731279.52, ca. 1 km südlich der Ortslage am Harzrand (Karte) | Kunstteich              | Hirschteich | 094 21047          | Baudenkmal     | Weitere Bilder          |
| GR R: 4444529.22; H: 5731927.74, Siebersteintal (Karte) | Kunstteich              | Kunstteich Kleiner Siebersteinteich | 107 25019          | Baudenkmal     | Kunstteich              |
| GR R:4443113.72; H: 5730770.21, Siebersteintal (Karte) | Kunstteich              | Kunstteich Großer Siebersteinteich | 107 25020          | Baudenkmal     | Kunstteich              |
| Forst Ballenstedt ca. 4 km südlich der Stadt (Karte) | Warte                   | Ehemalige Wolfswarte von 1590, Ruinenreste erhalten. | 094 21010          | Baudenkmal     | Warte                   |
| Allee 3 (Karte) | Wohnhaus                | | 094 50153          | Baudenkmal     | Wohnhaus                |
| Allee 4 (Karte) | Wohnhaus                | | 094 50154          | Baudenkmal     | Wohnhaus                |
| Allee 5 (Karte) | Wohnhaus                | | 094 50155          | Baudenkmal     | Wohnhaus                |
| Allee 6 (Karte) | Postamt                 | ehemaliges Postamt | 094 50156          | Baudenkmal     | Postamt                 |
| Allee 1–77 (Karte) | Straßenzug              | | 094 50152          | Denkmalbereich | Weitere Bilder          |
| Allee 13 (Karte) | Wohnhaus                | | 094 50157          | Baudenkmal     | Wohnhaus                |
| Allee 17 (Karte) | Wohnhaus                | | 094 50159          | Baudenkmal     | Wohnhaus                |
| Allee 19 (Karte) | Wohnhaus                | | 094 50160          | Baudenkmal     | Wohnhaus                |
| Allee 27 (Karte) | Wohnhaus                | | 094 50161          | Baudenkmal     | Wohnhaus                |
| Allee 30 (Karte) | Villa                   | | 094 50163          | Baudenkmal     | Villa                   |
| Allee 31 (Karte) | Villa                   | | 094 50164          | Baudenkmal     | Villa                   |
| Allee 32 (Karte) | Schule                  | Alleeschule | 094 50165          | Baudenkmal     | Schule                  |
| Allee 34 (Karte) | Wohnhaus                | | 094 50166          | Baudenkmal     | Wohnhaus                |
| Allee 36 (Karte) | Palais                  | Haus Krosigk, heute Residenz Jacobs. Zweigeschossiges Hauptgebäude, erbaut zwischen 1790 und 1800 als Wohnhaus. Spätbarocke bzw. klassizistische Ausstattung. Grundlegende Veränderungen Anfang des 20. Jahrhunderts. | 094 50167          | Baudenkmal     | Palais                  |
| Allee 37 (Karte) | Palais                  | Palais von 1756, seit 1980 Sitz des Städtischen Heimatmuseum Wilhelm von Kügelgen, das 1910 gegründet wurde. Geburtshaus der Schwestern Bardua. | 094 50168          | Baudenkmal     | Weitere Bilder          |
| Allee 38 (Karte) | Palais                  | Haus Hartrott, auch Bardua-Haus | 094 50169          | Baudenkmal     | Palais                  |
| Allee 39 (Karte) | Palais                  | | 094 50170          | Baudenkmal     | Palais                  |
| Allee 40 (Karte) | Wohnhaus                | | 094 50171          | Baudenkmal     | Wohnhaus                |
| Allee 41 (Karte) | Palais                  | | 094 50172          | Baudenkmal     | Palais                  |
| Allee 42, 42a (Karte) | Wohnhaus                | | 094 45509          | Baudenkmal     | Wohnhaus                |
| Allee 47 (Karte) | Wohnhaus                | | 094 50174          | Baudenkmal     | Wohnhaus                |
| Allee 48 (Karte) | Wohnhaus                | | 094 50175          | Baudenkmal     | Wohnhaus                |
| Allee 50 (Karte) | Wohnhaus                | | 094 50176          | Baudenkmal     | Wohnhaus                |
| Allee 53 (Karte) | Wohnhaus                | | 094 50177          | Baudenkmal     | Wohnhaus                |
| Allee 54 (Karte) | Wohnhaus                | | 094 50178          | Baudenkmal     | Wohnhaus                |
| Allee 55 (Karte) | Wohnhaus                | | 094 50179          | Baudenkmal     | Wohnhaus                |
| Allee 56 (Karte) | Wohnhaus                | | 094 50180          | Baudenkmal     | Wohnhaus                |
| Allee 57 (Karte) | Wohnhaus                | Wohnhaus bildet bauliche Einheit mit Allee 58 | 094 50181          | Baudenkmal     | Wohnhaus                |
| Allee 58 (Karte) | Wohnhaus                | Wohnhaus bildet bauliche Einheit mit Allee 57 | 094 50182          | Baudenkmal     | Wohnhaus                |
| Allee 59 (Karte) | Bankgebäude             | Anhaltisch-Dessauer Landesbank, heute Sparkasse | 094 50183          | Baudenkmal     | Bankgebäude             |
| Allee 66 (Karte) | Wohnhaus                | | 094 50184          | Baudenkmal     | Wohnhaus                |
| Allee 67 (Karte) | Wohnhaus                | | 094 50185          | Baudenkmal     | Wohnhaus                |
| Allee 72 (Karte) | Wirtschaftshof          | | 094 50186          | Baudenkmal     | Wirtschaftshof          |
| Alte Kreipe 2 (Karte) | Altenheim               | Haus Bethanien | 094 21060          | Baudenkmal     | Altenheim               |
| Alte Marktstraße 2 (Karte) | Wohnhaus                | | 094 50191          | Baudenkmal     | Wohnhaus                |
| Alte Marktstraße 4 (Karte) | Wohnhaus                | | 094 50192          | Baudenkmal     | Wohnhaus                |
| Alte Marktstraße 1–7, Alter Markt 1–8, Badstuben 1–10, Breite Straße 1–3, 5, 9–18, Burgstraße (1) 2–18, Kirchhofplatz, Pfortenstraße 1–8, Rathausplatz 1–4, 11, 12, Sackstraße 1–30, Tempelstraße 1–9 (Karte) | Altstadt                | Unterstadt | 094 50335          | Denkmalbereich | Altstadt                |
| Alter Markt (Karte) | Stadtturm               | Marktturm Unterstadt. Ca. Anfang des 16. Jahrhunderts als Wahrzeichen und Glockenturm errichtet, bis 1840 auch als Stadtgefängnis genutzt. | 094 50189          | Baudenkmal     | Weitere Bilder          |
| Alter Markt 1 (Karte) | Rathaus                 | Altes Rathaus von Ballenstedt, Bau 1682 durch Bürgermeister Caspar Kühnen und Kämmerer Christian Hünen veranlasst. | 094 50187          | Baudenkmal     | Weitere Bilder          |
| Alter Markt 4, Alter Markt an der Einmündung der Burgstraße (Karte) | Wirtschaftsgebäude      | | 094 50190          | Baudenkmal     | Wirtschaftsgebäude      |
| Alter Markt 8 (Karte) | Ackerbürgerhof          | | 094 50188          | Baudenkmal     | Ackerbürgerhof          |
| Am Brauberg (Karte) | Brauerei                | ehemalige Schlossbrauerei, erhalten ist nur das Kellergeschoss | 094 50197          | Baudenkmal     | Brauerei                |
| Am Brauberg südlich der Straße Am Brauberg (Karte) | Kriegerdenkmal          | Kriegerdenkmal 1914–1918 | 094 50198          | Baudenkmal     | Kriegerdenkmal          |
| Am Brauberg 1 (Karte) | Schlossschmiede         | Schmiede vom Anfang des 19. Jahrhunderts | 094 50196          | Baudenkmal     | Schlossschmiede         |
| Am Kaufberg, Rudolf-Virchow-Straße GR R:4446454.03; H: 5730723.91, (Karte) | Kunstteich              | Kunstteich Neuer Teich, Oberteich | 094 50200          | Baudenkmal     | Weitere Bilder          |
| An den Lohden 2 (Karte) | Villa                   | Ehemals „Sanatorium Waldhaus“ Dr. Luchsinger, An den Lohden 2-3. | 094 50201          | Baudenkmal     | Villa                   |
| An der Getel 1 nördlich der Ortslage am Getelbach (Karte) | Mühle                   | Getelmühle | 094 50456          | Baudenkmal     | Mühle                   |
| Anger (Karte) | Turnhalle               | 1922 errichtete Turnhalle am Anger | 094 50195          | Baudenkmal     | Turnhalle               |
| Anger 10 (Karte) | Tagelöhnerhaus          | | 094 50193          | Baudenkmal     | Tagelöhnerhaus          |
| Anger Wallstraße (Karte) | Friedhof                | | 094 50194          | Baudenkmal     | Weitere Bilder          |
| Anhaltiner Platz 1–15, Breitscheidplatz 14–18, Grüne Straße 1–29, 56–80, Kurze Straße 4, Poststraße 10, Schloßstraße 1–20, Stieg 1–5, 27, 29, Töpferstraße 1–33 westlich der Unterstadt (Karte)               | Stadterweiterung        | | 094 21061          | Denkmalbereich | Stadterweiterung        |
| Badstuben 1 (Karte) | Wohnhaus                | | 094 50214          | Baudenkmal     | Wohnhaus                |
| Badstuben 2 (Karte) | Wohnhaus                | | 094 50213          | Baudenkmal     | Wohnhaus                |
| Badstuben 4 (Karte) | Schule                  | Das ehemalige Schulgebäude trägt eine Inschrift am Giebel: „Ev. Gemeindehaus St. Nicolai“. Die Stadt Ballenstedt hat das Gebäude im Jahr 2024 gekauft und will es sanieren. Das Gebäude war sehr baufällig und im August 2024 stürzte das Dach teilweise ein. | 094 50215          | Baudenkmal     | Schule                  |
| Badstuben 6 (Karte) | Wirtschaftshof          | | 094 50217          | Baudenkmal     | Wirtschaftshof          |
| Bahnhofstraße 17 nordöstlich der Altstadt a. d. ehem. Bahnstrecke Frose–Ballenstedt–Quedlinburg (Karte) | Bahnhof                 | Bahnhof Ballenstedt-Ost. Oktober 1865 eröffnet, 2004 stillgelegt, ruinös. | 094 50222          | Baudenkmal     | Weitere Bilder          |
| Barduastraße 1 (Karte) | Villa                   | | 094 50219          | Baudenkmal     | Villa                   |
| Barduastraße 7 (Karte) | Villa                   | | 094 50220          | Baudenkmal     | Villa                   |
| Barduastraße 9 (Karte) | Villa                   | | 094 50221          | Baudenkmal     | Villa                   |
| Barduastraße 1–11 (Karte) | Straßenzug              | | 094 50218          | Denkmalbereich | Straßenzug              |
| Bebelstraße 1 neben der „Schlosskapelle“ (Karte) | Pfarrhaus               | Pfarrhaus der Schlossgemeinde | 094 50204          | Baudenkmal     | Pfarrhaus               |
| Bebelstraße 2 neben dem ehem. Pfarrhaus der Schlossgemeinde (Karte) | Kapelle                 | Schlosskapelle, 1887 als Betsaal errichtet. Seit Verlust der Schlosskirche seit 1945 Nutzung auch für Gottesdienste. | 094 50205          | Baudenkmal     | Kapelle                 |
| Bebelstraße 5 (Karte) | Wohnhaus                | | 094 50206          | Baudenkmal     | Wohnhaus                |
| Bebelstraße 1–32, Poststraße 34 (Karte) | Straßenzug              | Allee mit Kopfsteinpflaster, früher als Friedrichstraße nach dem Herzog Friedrich I. von Anhalt (1831–1904) benannt | 094 50203          | Denkmalbereich | Straßenzug              |
| Bebelstraße 13 (Karte) | Villa                   | | 094 50207          | Baudenkmal     | Villa                   |
| Bebelstraße 19 (Karte) | Bahnhof                 | Station Schloss Ballenstedt, Bahnhof Ballenstedt-West. Eröffnet 1887, stillgelegt 2004. | 094 50208          | Baudenkmal     | Weitere Bilder          |
| Bebelstraße 20 (Karte) | Wohnhaus                | | 094 50209          | Baudenkmal     | Wohnhaus                |
| Bebelstraße 26/27 i.d. Oberstadt nördlich der Allee i.d. Achse zum ehem. Bahnhof Ballenstedt West (Karte) | Verwaltungsgebäude      | ehem. Anhaltisches Kreishaus des Kreises Ballenstedt, dann Poliklinik, heute Medizinisches Versorgungszentrum | 094 50210          | Baudenkmal     | Verwaltungsgebäude      |
| Bebelstraße 28/29 Oberstadt, nördlich der Allee (Karte) | Schule                  | 1896 Kreisdirektion bzw. bis zur Auflösung des Kreises Ballenstedt das Landratsamt. 1952 bis 1991 Institut für Lehrerbildung bzw. Schule für Sozialpädagogik, ab 1992 Wolterstorff-Gymnasium, 2007 aufgegeben. | 094 50371          | Baudenkmal     | Schule                  |
| Bebelstraße 30 (Karte) | Villa                   | | 094 50211          | Baudenkmal     | Villa                   |
| Breite Straße (alt: Nr. 9) westliche Peripherie der Unterstadt i.d. Achse zur Schloßstraße/Allee (Karte) | Torturm                 | Obertorturm, Torturm des ehemaligen Obertores der Stadtmauer. 2001 letztmals saniert. | 094 50227          | Baudenkmal     | Weitere Bilder          |
| Breite Straße 12, Grabenstraße 10a, Flur 7, Flurstück 1666 im westlichen Teil der Unterstadt Nahe dem ehem. Obertor (Karte)                                                                                   | Amtshof                 | Amtsgericht Ballenstedt. Vermutlich vor 1498 errichtet, 1704 fürstliches Amtshaus, danach mehrere Nutzungen. Heute Privatbesitz. | 094 50225          | Baudenkmal     | Amtshof                 |
| Breite Straße 16 (Karte) | Wohnhaus                | | 094 50226          | Baudenkmal     | Wohnhaus                |
| Breitscheidplatz 2 (Karte) | Wohnhaus                | | 094 50228          | Baudenkmal     | Wohnhaus                |
| Breitscheidplatz 3 (Karte) | Wohnhaus                | | 094 50229          | Baudenkmal     | Wohnhaus                |
| Breitscheidplatz 6 westliche Peripherie der Unterstadt gegenüber der Einmündung zur Schloßstraße (Karte) | Apotheke                | Stadt-Apotheke | 094 50230          | Baudenkmal     | Apotheke                |
| Breitscheidplatz 7 (Karte) | Wohnhaus                | | 094 50231          | Baudenkmal     | Wohnhaus                |
| Breitscheidplatz 13 (Karte) | Wohnhaus                | | 094 50233          | Baudenkmal     | Wohnhaus                |
| Breitscheidplatz 15 (Karte) | Wohnhaus                | | 094 50234          | Baudenkmal     | Wohnhaus                |
| Breitscheidplatz 16/17 (Karte) | Wohnhaus                | | 094 50235          | Baudenkmal     | Wohnhaus                |
| Breitscheidplatz 18 (Karte) | Wohnhaus                | Wohnhaus mit Gaststätte | 094 50236          | Baudenkmal     | Wohnhaus                |
| Brinkmeierstraße 1–5, 11–15 (Karte) | Straßenzug              | | 094 50237          | Denkmalbereich | Straßenzug              |
| Brinkmeierstraße 14/15 (Karte) | Wohnhaus                | | 094 21094          | Baudenkmal     | Wohnhaus                |
| Burgstraße 5 (Karte) | Wohnhaus                | abgerissen | 094 50238          | Baudenkmal     | BW                      |
| Burgstraße 15 (Karte) | Domäne                  | Domäne Alte Burg | 094 50239          | Baudenkmal     | Domäne                  |
| Burgstraße 17 (Karte) | Wohnhaus                | Fachwerkhaus Anno MDCLXXXVI (1686) | 094 50240          | Baudenkmal     | Wohnhaus                |
| Burgstraße 18 (Karte) | Wohnhaus                | | 094 50241          | Baudenkmal     | Wohnhaus                |
| Felsenkellerweg 8 (Karte) | Arbeiterhaus            | | 094 21009          | Baudenkmal     | Arbeiterhaus            |
| Goethestraße 1 (Karte) | Villa                   | | 094 50242          | Baudenkmal     | Villa                   |
| Goethestraße 5 (Karte) | Wohnhaus                | | 094 50243          | Baudenkmal     | Wohnhaus                |
| Grabenstraße Wallstraße (Karte) | Stadtbefestigung        | Erhaltene Teile der Stadtmauer der Unterstadt | 094 45393          | Baudenkmal     | Weitere Bilder          |
| Großer Ziegenberg 1 (Karte) | Schule                  | 1934 als staatliche Nationalpolitische Bildungsanstalt gegründet, ab 1936 Schulbetrieb als Napola Anhalt bis April 1945. 1949–1989 Nutzung als Bezirksparteischule der SED, nach 1990 wechselnde Bildungseinrichtungen, derzeit zum größten Teil Leerstand. Lokal auch Kreml genannt. | 094 50244          | Baudenkmal     | Weitere Bilder          |
| Grüne Straße 12 (Karte) | Handwerkerhof           | | 094 50247          | Baudenkmal     | Handwerkerhof           |
| Grüne Straße 38 (Karte) | Wohnhaus                | | 094 50248          | Baudenkmal     | Wohnhaus                |
| Grüne Straße 46 (Karte) | Wohnhaus                | „Baspelzerhaus“ | 094 50249          | Baudenkmal     | Wohnhaus                |
| Grüne Straße 50 (Karte) | Wohnhaus                | | 094 50250          | Baudenkmal     | Wohnhaus                |
| Grüne Straße 51 (Karte) | Wohnhaus                | | 094 50251          | Baudenkmal     | Wohnhaus                |
| Grüne Straße 79 (Karte) | Wohnhaus                | | 094 50252          | Baudenkmal     | Wohnhaus                |
| Heinestraße 4 (Karte) | Villa                   | Villa aus der Mitte des 19. Jahrhunderts im Stil eines Schweizerhauses | 094 50145          | Baudenkmal     | Villa                   |
| Heinestraße 10 (Karte) | Wohnhaus                | Wohnhaus vom Ende des 19. Jahrhunderts | 094 50146          | Baudenkmal     | Wohnhaus                |
| Heinestraße 12a (Karte) | Villa                   | Villa aus der Zeit um 1850 im Stil des Klassizismus | 094 50147          | Baudenkmal     | Villa                   |
| Holsteiner Straße 4 (Karte) | Wohnhaus                | Zahlmeisterhaus | 094 21052          | Baudenkmal     | Wohnhaus                |
| Hoymer Straße (Karte) | Friedhof                | Jüdischer Friedhof | 094 50286          | Baudenkmal     | Weitere Bilder          |
| Im Schlosspark (Karte) | Schlossteich            | Kunstteich | 107 25039          | Baudenkmal     | Weitere Bilder          |
| Im Schlosspark (Karte) | Kunstteich              | Glockenteich | 107 25040          | Baudenkmal     | Weitere Bilder          |
| Im Schlosspark (Karte) | Kunstteich              | Großer Dachsteich | 107 25041          | Baudenkmal     | Weitere Bilder          |
| Im Schlosspark (Karte) | Mühle                   | Schlossmühle im Schlosspark unterhalb des Schlosses. Erbaut 1785 als Wassermühle, dient jedoch schon lange nicht mehr als Mühle. 1998 durch Feuer schwer beschädigt, dann denkmalgerecht restauriert. In der ehemaligen Radkammer befindet sich heute eine Schmiede, im Anbau ein Bildhaueratelier. | 107 25037          | Baudenkmal     | Weitere Bilder          |
| Im Schloßpark 1, Quedlinburger Straße 11a, Schloßplatz 2, 3, 5, 5a westlich der Altstadt i.d. sog. Oberstadt mit Schloßbezirk (Karte)                                                                         | Schloss                 | Ehemaliges Residenzschloß des Fürstentums Anhalt-Bernburg. Barocke Dreiflügelanlage aus der ersten Hälfte des 18. Jahrhunderts mit Teilen der ehemaligen Klosteranlage aus dem 11./12. Jahrhundert. Im Westteil der ehemaligen Klosterkirche befindet sich die Grabanlage Albrechts des Bären. Am Aufgang zum Schloss befindet sich das 1788 errichtete klassizistische Schlosstheater, älteste Spielstätte des Landes Sachsen-Anhalt. Umgeben ist es vom 29 ha großen Schloßpark aus dem letzten Drittel des 18. Jahrhunderts. | 094 50334          | Baudenkmal     | Weitere Bilder          |
| Kirchhofplatz (Karte) | Kirche                  | St. Nikolai. Pfarrkirche von 1326, beim Stadtbrand von 1498 bis auf den Querturm zerstört, Wiederaufbau 1500 als Stadtkirche im spätgotischen Stil. | 094 45146          | Baudenkmal     | Weitere Bilder          |
| Kirchhofplatz 2 (Karte) | Wohnhaus                | | 094 21044          | Baudenkmal     | Wohnhaus                |
| Kronberger Straße 13 (Karte) | Wohnhaus                | Wohnhaus | 094 18797          | Baudenkmal     | Wohnhaus                |
| Kügelgenstraße 1–60 (Karte) | Straßenzug              | Ab 1790 Frauenstraße, dann Neue Straße und als Kügelgenstraße nach dem Maler Wilhelm Kügelgen benannt. | 094 50148          | Denkmalbereich | Straßenzug              |
| Kügelgenstraße 7 (Karte) | Wohnhaus                | | 094 50149          | Baudenkmal     | Wohnhaus                |
| Kügelgenstraße 20 (Karte) | Wohnhaus                | | 094 21045          | Baudenkmal     | Wohnhaus                |
| Kügelgenstraße 23a, 24 (Karte) | Wohnhaus                | | 094 50150          | Baudenkmal     | Wohnhaus                |
| Kügelgenstraße 26 (Karte) | Wohnhaus                | Haus Brinckmeier, vor 1800 errichtet | 094 50151          | Baudenkmal     | Wohnhaus                |
| Kügelgenstraße 27 Oberstadt gegenüber der Schlossökonomie (Karte) | Hotel                   | Haus Holstein, 1795 errichtet | 094 21053          | Baudenkmal     | Hotel                   |
| Kügelgenstraße 33 (Karte) | Wohnhaus                | | 094 50296          | Baudenkmal     | Wohnhaus                |
| Kügelgenstraße 34 (Karte) | Palais                  | ehemaliger Wohnsitz von Adelheid Herzogin von Sachsen-Altenburg aus dem Hause Schaumburg-Lippe | 094 21055          | Baudenkmal     | Palais                  |
| Kügelgenstraße 35 (Karte) | Wohnhaus                | | 094 21056          | Baudenkmal     | Wohnhaus                |
| Kügelgenstraße 35a (Karte) | Wohnhaus                | Kügelgenhaus | 094 50297          | Baudenkmal     | Wohnhaus                |
| Lange Straße 7 (Karte) | Ackerbürgerhof          | | 094 21048          | Baudenkmal     | Ackerbürgerhof          |
| Lange Straße 10 (Karte) | Torturm                 | Unterturm, Torturm des Untertores der ehemaligen Stadtmauer, um 1550 errichtet, Ersterwähnung 1569 | 094 50253          | Baudenkmal     | Weitere Bilder          |
| Lange Straße 13 (Karte) | Wohnhaus                | | 094 21049          | Baudenkmal     | Wohnhaus                |
| Lindenallee 1–46 (Karte) | Straßenzug              | | 094 21018          | Denkmalbereich | Weitere Bilder          |
| Lindenallee 1 (Karte) | Wohnhaus                | | 094 21016          | Baudenkmal     | Wohnhaus                |
| Lindenallee 1a (Karte) | Badehaus                | | 094 21017          | Baudenkmal     | Weitere Bilder          |
| Lindenallee 12 (Karte) | Wohnhaus                | | 094 21019          | Baudenkmal     | Wohnhaus                |
| Lindenallee 15 (Karte) | Wohnhaus                | ca. 1930 errichtet: Architekt Krösewitz zur eigenen Nutzung (Wohnung und Büro) nach dem 2. Weltkrieg: Sitz der Stadtkommandantur der Roten Armee später: Wohnhaus | 094 21020          | Baudenkmal     | Wohnhaus                |
| Lindenallee 21 (Karte) | Villa                   | Backstein, Putz | 094 21021          | Baudenkmal     | Villa                   |
| Lindenallee 22/23 südlich der Allee zwischen Schloß- und Bürgerstadt im Bereich der gründerzeitlichen Stadterweiterung (Karte)                                                                                | Villa                   | Villa Banse | 094 50080          | Baudenkmal     | Villa                   |
| Lindenallee 24 (Karte) | Wohnhaus                | | 094 21022          | Baudenkmal     | Wohnhaus                |
| Lindenallee 25 Wolterstorffstraße 17 (Karte) | Wohnhaus                | | 094 21023          | Baudenkmal     | Wohnhaus                |
| Lindenallee 33 (Karte) | Villa                   | | 094 21024          | Baudenkmal     | Villa                   |
| Lindenallee 38 (Karte) | Wohnhaus                | | 094 21025          | Baudenkmal     | Wohnhaus                |
| Lindenallee 39 (Karte) | Wohnhaus                | | 094 21026          | Baudenkmal     | Wohnhaus                |
| Marienstraße 6 (Karte) | Wohnhaus                | | 094 21027          | Baudenkmal     | Wohnhaus                |
| Marienstraße 7 (Karte) | Wohnhaus                | | 094 21028          | Baudenkmal     | Wohnhaus                |
| Mühlstraße 14 (Karte) | Pfarrhof                | | 094 21029          | Baudenkmal     | Pfarrhof                |
| Otto-Kiep-Straße 1, 2, 2a, 3–15, 17–32 (Karte) | Straßenzug              | Ab 1886 Luisenstraße nach Wilhelmine Luise von Anhalt-Bernburg (1799–1882), 1949 Umbenennung in Otto-Kiep-Straße nach Otto Kiep (1886–1944). Oberer südlicher Teil zwischen Lindenallee und Heinestraße seit 2013 Kronberger Straße nach der Partnerstadt Kronberg im Taunus. | 094 21030          | Denkmalbereich | Straßenzug              |
| Otto-Kiep-Straße 3 (Karte) | Villa                   | | 094 21031          | Baudenkmal     | Villa                   |
| Otto-Kiep-Straße 6 (Karte) | Villa                   | Leisler-Kiep Villa, Seniorenresidenz Kiepsche Villa. Erbaut 1876, Bauherr Hofmarschall Baron von Wiechmann-Eichhorn. Eigentümer 1893–1902 Gräfin Bernsdorf, 1903–36 Konsul A. Kiep. 1937 Nutzung durch die NSDAP und dann Umbau zur Gauschule. Ab 1948 Nutzung Kreisparteischule der SED, ab 1954 als Wohnhaus für Lehrer der Bezirksparteischule der SED. Heute Seniorenresidenz. | 094 21032          | Baudenkmal     | Villa                   |
| Kronberger Straße 11 (alt: Otto-Kiep-Straße 11) (Karte) | Villa                   | | 094 21033          | Baudenkmal     | Villa                   |
| Kronberger Straße 12 (alt: Otto-Kiep-Straße 12) (Karte) | Wohnhaus                | | 094 45512          | Baudenkmal     | Wohnhaus                |
| Kronberger Straße 14/15 (alt: Otto-Kiep-Straße 14/15) (Karte) | Wohnhaus                | | 094 50298          | Baudenkmal     | Wohnhaus                |
| Otto-Kiep-Straße 22 (Karte) | Villa                   | | 094 50299          | Baudenkmal     | Villa                   |
| Otto-Kiep-Straße 24 (Karte) | Villa                   | | 094 50300          | Baudenkmal     | Villa                   |
| Otto-Kiep-Straße 25 (Karte) | Villa                   | | 094 50301          | Baudenkmal     | Villa                   |
| Otto-Kiep-Straße 31 (Karte) | Villa                   | | 094 50302          | Baudenkmal     | Villa                   |
| Otto-Kiep-Straße 32 (Karte) | Wohnhaus                | | 094 50303          | Baudenkmal     | Wohnhaus                |
| Poststraße 10 (Karte) | Tagelöhnerhaus          | | 094 50307          | Baudenkmal     | Tagelöhnerhaus          |
| Quedlinburger Straße am westlichen Ortsausgang an der Gabelung der Straßen Richtung Gernrode bzw. Rieder (Karte)                                                                                              | Distanzstein            | Meilenstein X | 094 50353          | Kleindenkmal   | Weitere Bilder          |
| Quedlinburger Straße am westlichen Ortsausgang von Ballenstedt nahe der Gabelung der Straßen Richtung Gernrode bzw. Rieder (Karte)                                                                            | Distanzstein            | Meilenstein XI | 094 50354          | Kleindenkmal   | Weitere Bilder          |
| Quedlinburger Straße 7 (Karte) | Wohnhaus                | | 094 50306          | Baudenkmal     | Wohnhaus                |
| Quedlinburger Straße 11b (Karte) | Zollhaus                | Gelbes Haus, im klassizistischen Stil von einem unbekannten Baumeister im ersten Drittel des 19. Jahrhunderts errichtet. Es war einst Wege- und Zollhaus und mit einer Schranke ausgestattet. Dort verlief die Zollgrenze mehrerer Landstraßen zwischen dem Herzogtum Anhalt-Bernburg und dem Königreich Preußen. | 094 50310          | Baudenkmal     | Zollhaus                |
| Quedlinburger Straße 5/6 (Karte) | Kirche                  | St.-Elisabeth-Kirche, 1931 nach Entwürfen von Architekt Arnold erbaut, Sgraffito-Malerei am Portal vom Kirchenmaler Terhorst aus Emmerich. | 094 50305          | Baudenkmal     | Weitere Bilder          |
| Rathausplatz 1 im Zentrum der Altstadt (Unterstadt), Flur 7, Flurstücke 365 u. 366 (Karte) | Rittergut               | Oberhof. Erbaut um 1488 als dreiflügliger Renaissancebau, Sitz der Familie von Stammer. In der zweiten Hälfte des 16. Jahrhunderts Umbauten zur Stadtburg. Ab 1869 in Besitz der Familie von Alvensleben. 1948–2002 durch die Stadt Ballenstedt als Kindertagesstätte genutzt. Danach in Privatbesitz und Restaurierung. | 094 50311          | Baudenkmal     | Weitere Bilder          |
| Rathausplatz 11 im Zentrum der Altstadt/Unterstadt zw. Rathaus, Oberhof und Nicolaikirche (Karte) | Pfarrhof                | Pfarrhof hinter dem Rathaus, 2017 saniert. | 094 50312          | Baudenkmal     | Pfarrhof                |
| Rathausplatz 12 (Karte) | Rathaus                 | 1906 nach Plänen des Architekten Alfred Messel errichtet. | 094 50313          | Baudenkmal     | Weitere Bilder          |
| Rathenaustraße 1-30 (Karte) | Straßenzug              | | 094 21046          | Denkmalbereich | Straßenzug              |
| Rathenaustraße 3 (Karte) | Villa                   | | 094 50315          | Baudenkmal     | Villa                   |
| Rathenaustraße 5 (Karte) | Villa                   | | 094 50317          | Baudenkmal     | Villa                   |
| Rathenaustraße 9 (Karte) | Villa                   | | 094 50318          | Baudenkmal     | Villa                   |
| Rathenaustraße 17-19 (Karte) | Wohnhaus                | | 094 50319          | Baudenkmal     | Wohnhaus                |
| Rathenaustraße 23 (Karte) | Villa                   | | 094 50320          | Baudenkmal     | Villa                   |
| Rathenaustraße 25 (Karte) | Wohnhaus                | | 094 50321          | Baudenkmal     | Wohnhaus                |
| Rathenaustraße 26 (Karte) | Villa                   | | 094 21191          | Baudenkmal     | Villa                   |
| Rathenaustraße 26a (Karte) | Villa                   | | 094 50322          | Baudenkmal     | Villa                   |
| Rathenaustraße 27 (Karte) | Villa                   | Villa Else | 094 50323          | Baudenkmal     | Villa                   |
| Rathenaustraße 28 (Karte) | Villa                   | | 094 50324          | Baudenkmal     | Villa                   |
| Rathenaustraße 29 (Karte) | Kindergarten            | | 094 50325          | Baudenkmal     | Kindergarten            |
| Robert-Koch-Straße 19 (Karte) | Villa                   | | 094 50327          | Baudenkmal     | Villa                   |
| Robert-Koch-Straße 5/6 (Karte) | Wohnhaus                | | 094 50326          | Baudenkmal     | Wohnhaus                |
| Rudolf-Virchow-Straße 1 (Karte) | Villa                   | | 094 50328          | Baudenkmal     | Villa                   |
| Rudolf-Virchow-Straße 2 (Karte) | Villa                   | | 094 50329          | Baudenkmal     | Villa                   |
| Röhrkopf 1 ca. 1 km westlich der Stadt im Wald (gleichnamige Flur) (Karte) | Schloss                 | Jagdschloss Röhrkopf | 094 50356          | Baudenkmal     | Schloss                 |
| Sackstraße 2 (Karte) | Wohnhaus                | | 094 50330          | Baudenkmal     | Wohnhaus                |
| Sackstraße 4 (Karte) | Wohnhaus                | Nr. 4 existiert nicht (mehr), Nr. 5 ist erhalten. | 094 45513          | Baudenkmal     | Wohnhaus                |
| Sackstraße 7 (Karte) | Wohnhaus                | | 094 50331          | Baudenkmal     | Wohnhaus                |
| Sackstraße 30 (Karte) | Wohnhaus                | | 094 50332          | Baudenkmal     | Wohnhaus                |
| Schillerstraße 13 (Karte) | Wohnhaus                | 1899 errichtetes Wohnhaus | 094 50333          | Baudenkmal     | Wohnhaus                |
| Schloßstraße 9 (Karte) | Wohnhaus                | | 094 50336          | Baudenkmal     | Wohnhaus                |
| Schloßstraße 10 (Karte) | Wohn- und Geschäftshaus | | 094 50337          | Baudenkmal     | Wohn- und Geschäftshaus |
| Schloßstraße 17 (Karte) | Wohn- und Geschäftshaus | | 094 50338          | Baudenkmal     | Wohn- und Geschäftshaus |
| Schwarzer Weg 1 (Karte) | Lokschuppen             | Ehemaliger Lokschuppen des Bahnhofs Ballenstedt-Ost, am 1. Juli 2016 als Denkmal ausgewiesen, heute Wohnhaus. | 107 15056          | Baudenkmal     | Weitere Bilder          |
| Sieskindstraße 2–11, 18–20 (Karte) | Straßenzug              | | 094 50339          | Denkmalbereich | Straßenzug              |
| Sieskindstraße 19 (Karte) | Wohnhaus                | | 094 50341          | Baudenkmal     | Wohnhaus                |
| Steinbergstraße 1–25 (Karte) | Straßenzug              | | 094 50342          | Denkmalbereich | Straßenzug              |
| Steinbergstraße 1 (Karte) | Schule                  | Volksschule, heute Friederiken-Grundschule | 094 50308          | Baudenkmal     | Schule                  |
| Stieg 19 (Karte) | Wohnhaus                | | 094 50343          | Baudenkmal     | Wohnhaus                |
| Wallstraße 9 (Karte) | Villa                   | | 094 50344          | Baudenkmal     | Villa                   |
| Wallstraße 14 (Karte) | Wohnhaus                | | 094 50345          | Baudenkmal     | Wohnhaus                |
| Wallstraße 20 (Karte) | Ackerbürgerhof          | | 094 50346          | Baudenkmal     | Ackerbürgerhof          |
| Wallstraße 27 (Karte) | Villa                   | | 094 45514          | Baudenkmal     | Villa                   |
| Wallstraße 33 (Karte) | Wohnhaus                | | 094 50348          | Baudenkmal     | Wohnhaus                |
| Wallstraße 34 (Karte) | Bürgerhof               | | 094 50349          | Baudenkmal     | Bürgerhof               |
| Wasserstraße 2 (Karte) | Wohnhaus                | | 094 50350          | Baudenkmal     | Wohnhaus                |
| Wolterstorffstraße 1–20, Oberstadt zwischen Kügelgenstraße und Lindenallee (Karte) | Straßenzug              | Ehemals Prinzenstraße, jetzt Wolterstorffstraße nach dem Pädagogen Otto Wolterstorff. | 094 45511          | Denkmalbereich | Straßenzug              |
| Wolterstorffstraße 19/19a i.d. Oberstadt südlich der Allee bzw. Kügelgenstraße (Karte) | Schule                  | 1850 von Carl Heinrich Brinckmeier (1820–1891) als Höhere Schule gegründet (Brinckmeier’sche Lehranstalt). Nach seinem Tod Übernahme durch Hermann und Otto Wolterstorff (Wolterstorff-Gymnasium), ab 1907 durch Albert Brinck (Markgraf-Albert-Schule). In der DDR Erweiterte Oberschule bzw. Oberschule (Karl-Liebknecht-Oberschule) und danach Sekundarschule „Wilhelm von Kügelgen“. Nach Auflösung 2004 wieder Wolterstorff-Gymnasium.                                                                                     | 094 50351          | Baudenkmal     | Schule                  |
| (Karte) | Forsthaus               | Forsthaus Röhrkopf Nähe Jagdschloss Röhrkopf | 094 46646          | Baudenkmal     | BW                      |
| Revier Kohlenschacht (Karte) | Forsthof                | Forsthof Kohlenschacht | 094 46645          | Baudenkmal     | Forsthof                |
| 300 m westlich vom Ortsausgang nahe der B 185, neben der Bahnstrecke Ballenstedt/Rieder (Karte) | Gedenkstein             | Steinkreuz Blauer Bulle | 094 50357          | Kleindenkmal   | Gedenkstein             |
| im Forstrevier Kohlenschacht an der Gemarkungsgrenze zu Meisdorf (Karte) | Grenzstein              | Nördlich am Selketalstieg | 094 21012          | Kleindenkmal   | Weitere Bilder          |
| in der südlichen Verlängerung der Alten Kreipe, neben dem Westausgang des Schlossparks (Karte) | Wegweiser               | Wegweiser vom Anfang des 20. Jahrhunderts | 094 50358          | Kleindenkmal   | Weitere Bilder          |
| zwischen 4. Hammer und Meiseberg (Karte) | Selkemühle              | Mühle | 094 50086          | Baudenkmal     | Weitere Bilder          |

### Opperode
| Lage | Bezeichnung   | Beschreibung | Erfassungs- nummer | Ausweisungsart | Bild           |
| --- | ------------- | --- | ------------------ | -------------- | -------------- |
| GR R: 4447419.74; H: 5730532.09, südlich zwischen den Ortslagen Ballenstedt und Opperode am Hang (Karte) | Kunstteich    | Opperöder Kunstteich, auch als Kunstteich Ballenstedt bezeichnet                                                                                            | 094 21043          | Baudenkmal     | Weitere Bilder |
| Am Stahlsberg (Karte)                                                                                    | Aussichtsturm | Bismarckturm | 094 45047          | Baudenkmal     | Weitere Bilder |
| Hauptstraße (Karte)                                                                                      | Kirche        | Sankt-Petrus-Kirche von 1891 im Stil der Neogotik | 094 45045          | Baudenkmal     | Weitere Bilder |
| Hauptstraße 113 im Ortskern nordwestl. der Kirche (Karte)                                                | Bauernhof     | 19. Jh., vor allem Tür, Fenster und verkleidetes Zwerchhaus bedeutenswert, Scheune als Fachwerkbau                                                          | 094 50360          | Baudenkmal     | Bauernhof      |
| Teichstraße 53a, 53b, 53c (Karte)                                                                        | Domäne        | 1701 von Fürst Viktor Amadeus gekauft, das Rittergut im 18./19. Jhd. umgebaut, Verwalterhaus, Gesindehaus, Scheune, Ställe, Reste der Westgiebel der Kirche | 094 45046          | Denkmalbereich | Weitere Bilder |

### Radisleben
| Lage                                                                             | Bezeichnung | Beschreibung                                    | Erfassungs- nummer | Ausweisungsart | Bild           |
| -------------------------------------------------------------------------------- | ----------- | ----------------------------------------------- | ------------------ | -------------- | -------------- |
| Alter Topf 8 (Karte)                                                             | Bauernhaus  |                                                 | 094 21035          | Baudenkmal     | Bauernhaus     |
| Alter Topf 11 (Karte)                                                            | Bauernhof   |                                                 | 094 21036          | Baudenkmal     | Bauernhof      |
| Alter Topf 13 (Karte)                                                            | Bauernhof   | Martinshof                                      | 094 21037          | Baudenkmal     | Bauernhof      |
| Im Winkel 21 (Karte)                                                             | Bauernhof   |                                                 | 094 50409          | Baudenkmal     | Bauernhof      |
| Im Winkel 23 (Karte)                                                             | Bauernhof   | Amtshof                                         | 094 50410          | Baudenkmal     | Bauernhof      |
| Lange Dorfstraße 86 (Karte)                                                      | Bauernhaus  |                                                 | 094 21038          | Baudenkmal     | Bauernhaus     |
| Lange Dorfstraße 87 (Karte)                                                      | Domäne      | Herzogliche Domäne, seit 2006 Kindertagesstätte | 094 21063          | Baudenkmal     | Domäne         |
| Schulplatz (Karte)                                                               | Schule      |                                                 | 094 21039          | Baudenkmal     | Schule         |
| Schulstraße (Karte)                                                              | Kirche      | St. Stephani                                    | 094 21040          | Baudenkmal     | Weitere Bilder |
| Schulstraße (Karte)                                                              | Pfarrhof    |                                                 | 094 21042          | Baudenkmal     | Pfarrhof       |
| Schulstraße 6 (Karte)                                                            | Bauernhaus  |                                                 | 094 21041          | Baudenkmal     | Bauernhaus     |
| Schulstraße 60 (Karte)                                                           | Bauernhof   |                                                 | 094 50411          | Baudenkmal     | Bauernhof      |
| Alte See (Karte)                                                                 | Friedhof    |                                                 | 094 21064          | Baudenkmal     | Friedhof       |
| an der Kreuzung der Straße nach Ermsleben mit dem Meisdorfer Weg (B 185) (Karte) | Mühle       | Turmholländer-Mühle                             | 094 50412          | Baudenkmal     | Weitere Bilder |

### Rieder
| Lage | Bezeichnung    | Beschreibung | Erfassungs- nummer | Ausweisungsart | Bild           |
| --- | -------------- | --- | ------------------ | -------------- | -------------- |
| Am Pferdeteich (Karte) | Gutshof        | | 094 45417          | Baudenkmal     | Gutshof        |
| Am Pferdeteich (Karte) | Kirche         | St. Maria | 094 45403          | Baudenkmal     | Weitere Bilder |
| Am Pferdeteich 5 (Karte) | Pfarrhof       | | 094 45506          | Baudenkmal     | Pfarrhof       |
| Am Pferdeteich 1, 2, 4, 5, 12, 13, 14, 15, 16, 17, 23 (Karte)                                                                                | Anger          | | 094 50624          | Denkmalbereich | Anger          |
| Am Pferdeteich 14 (Karte) | Bauernhof      | | 094 50625          | Baudenkmal     | Bauernhof      |
| Am Pferdeteich 16 (Karte) | Bauernhof      | | 094 45082          | Baudenkmal     | Bauernhof      |
| Ballenstedter Straße Auf der Roseburg auf einem Kalksteinrücken zwischen Ballenstedt und Rieder in Sichtweite zum Schloß Ballenstedt (Karte) | Burg           | Roseburg | 094 45240          | Baudenkmal     | Weitere Bilder |
| Friedhofstraße (Karte) | Friedhof       | 1760 angelegter Gottesacker mit Bruchsteineinfriedung, Feierhalle von 1910/1920, zweijochigem Gruftgewölbe und Grabmal der Familie Hesse.                                       | 094 50627          | Baudenkmal     | Weitere Bilder |
| Kahlenbergstraße 1 (Karte) | Kolonistenhaus | | 094 45084          | Baudenkmal     | Kolonistenhaus |
| Kornstraße 3 (Karte) | Wohnhaus       | | 094 45444          | Baudenkmal     | Wohnhaus       |
| Kornstraße 5 (Karte) | Bauernhaus     | „Kobischhof“ – Gutshof mit Gutshaus aus dem Jahr 1905 | 094 45086          | Baudenkmal     | Bauernhaus     |
| Kornstraße 10 (Karte) | Bauernhaus     | | 094 45087          | Baudenkmal     | Bauernhaus     |
| Lindenweg 1 (Karte) | Wohnhaus       | | 094 45088          | Baudenkmal     | Wohnhaus       |
| Neustadt 1 (Karte) | Bauernhof      | | 094 50628          | Baudenkmal     | Bauernhof      |
| Rathausstraße 9 (Karte) | Bauernhof      | | 094 45089          | Baudenkmal     | Bauernhof      |
| Rathausstraße 23 (Karte) | Rathaus        | Altes Rathaus | 094 45090          | Baudenkmal     | Rathaus        |
| Rathausstraße 25 (Karte) | Bauernhof      | | 094 21163          | Baudenkmal     | Bauernhof      |
| Rathausstraße 39 (Karte) | Bauernhaus     | Bauernhaus nicht aufzufinden. Unklar, ob es noch besteht, da das Grundstück mit Einfamilienhäusern neu bebaut ist.                                                              | 094 45238          | Baudenkmal     | BW             |
| Riedersche Trift (Bahnhofstraße) 1 (Karte)                                                                                                   | Schule         | Grundschule | 094 45416          | Denkmalbereich | Schule         |
| Riedersche Trift (Bahnhofstraße) 19 (Karte)                                                                                                  | Wohnhaus       | Kindergarten | 094 45083          | Baudenkmal     | Wohnhaus       |
| Sackgasse 9 (Karte) | Speicher       | 1924 erbauter Samenspeicher des Unternehmens Fritz Bodenstein & Co. von Robert Hesse & Sohn.                                                                                    | 094 45091          | Baudenkmal     | Speicher       |
| Schustergasse 1 (Karte) | Bauernhof      | | 094 45447          | Baudenkmal     | Bauernhof      |
| Schäferplatz (Karte) | Brücke         | Segmentbogenbrücke über den Bicklingsbach mit Quadersandsteinfelsen, ursprünglich errichtet im 19. Jahrhundert, ca. 1994 nach Schaden erneuert (Beton mit angebrachten Steinen) | 094 50629          | Baudenkmal     | Brücke         |
| Schäferplatz 10 (Karte) | Gasthaus       | „Schwarzes Roß“ | 094 50626          | Baudenkmal     | Gasthaus       |
| Turmgasse 1 (Karte) | Edelhof        | Turmhof | 094 45092          | Baudenkmal     | Edelhof        |
| Unter der Bahn (Gartenstraße) 18 (Karte) | Bahnhof        | | 094 45085          | Baudenkmal     | Weitere Bilder |

## Ehemalige Kulturdenkmale nach Ortsteilen
Die nachfolgenden Objekte waren ursprünglich ebenfalls denkmalgeschützt oder wurden in der Literatur als Kulturdenkmale geführt. Die Denkmale bestehen heute jedoch nicht mehr, ihre Unterschutzstellung wurde aufgehoben oder sie werden nicht mehr als Denkmale betrachtet.

### Ballenstedt
| Lage | Bezeichnung                                       | Beschreibung | Erfassungs- nummer | Ausweisungsart | Bild                                              |
| --- | ------------------------------------------------- | --- | ------------------ | -------------- | ------------------------------------------------- |
| wenige Meter von der Selkemühle entfernt, als Übergang über den Fluss in Richtung Burgruine Anhalt (Karte) | Brücke                                            | Brücke, nach 2007 abgerissen und durch Neubau ersetzt | 094 21195          | Baudenkmal     | Brücke                                            |
| Allee 16 (Karte)                                                                                           | Wohnhaus                                          | Im Jahr 2014 abgerissen | 094 50158          |                | Wohnhaus                                          |
| Am Kaufberg                                                                                                | Transformatorenstation                            | existiert nicht mehr | 094 50199          |                |                                                   |
| An den Lohden 3 (Karte)                                                                                    | Villa                                             | Verfallen | 094 50202          |                | Villa                                             |
| Badeborner Straße                                                                                          | Tankstelle Badeborner Straße                      | Tankstelle, 2020 nicht mehr vorhanden und auch nicht mehr im Denkmalinformationssystem geführt | 094 50212          | Baudenkmal     |                                                   |
| Badstuben 5 (Karte)                                                                                        | Manufaktur- und Konfektionsgeschäft Gebrüder Cohn | Wohnhaus mit Ladeneinbau. Das Gebäude wurde im August 2019 mit Genehmigung abgerissen und aus dem Denkmalverzeichnis ausgetragen. | 094 50216          | Baudenkmal     | Manufaktur- und Konfektionsgeschäft Gebrüder Cohn |
| Breite Straße 10, Flur 7, Flurstück 1672 am Westrand der Unterstadt im Bereich des Obertores (Karte)       | Wohnhaus                                          | Abgerissen nach 2012 | 094 50223          |                | BW                                                |
| Breite Straße 11 (Karte)                                                                                   | Wohnhaus                                          | Abgerissen vor 2012 | 094 50224          |                | BW                                                |
| Breitscheidplatz 11 (Karte)                                                                                | Wohnhaus                                          | abgerissen | 094 50232          |                | BW                                                |
| Heinestraße 2                                                                                              | Villa                                             | Villa, 2020 nicht mehr vorhanden und auch nicht mehr im Denkmalinformationssystem geführt | 094 21050          | Baudenkmal     |                                                   |
| Heinestraße 3                                                                                              | Villa                                             | Villa, 2020 nicht mehr vorhanden und auch nicht mehr im Denkmalinformationssystem geführt | 094 21051          | Baudenkmal     |                                                   |
| Herweghstraße 5 am südöstlichen Ortsrand (Karte)                                                           | Elektrizitätswerk                                 | Abgerissen, neu bebaut | 094 84926          |                | BW                                                |
| Rathenaustraße 1 (Karte)                                                                                   | Wohnhaus                                          | Abgerissen, neu bebaut | 094 50314          |                | BW                                                |
| Robert-Koch-Straße 25/26 südl. der Altstadt am Kleinen Ziegenberg                                          | Krankenhaus                                       | Sanatorium Rosell-Haus B, abgerissen? | 094 45392          |                |                                                   |
| Ziegeleiweg 4 (Karte)                                                                                      | Ziegelei                                          | Ziegelei Im Jahr 2021 aus dem Denkmalverzeichnis gestrichen. | 094 50352          | Baudenkmal     | Ziegelei                                          |
| zwischen IV. Friedrichshammer und Meiseberg (Karte)                                                        | Herzogliche Schneidemühle                         | Herzogliche Schneidemühle: schlichtes verputztes Mühlengebäude sowie Wirtschaftsbauten in Fachwerkbauweise, Reste eines Abzugsgraben; 2007 als Denkmal geführt, im Jahr 2015 nicht mehr als Denkmal gelistet, wobei jedoch auch keine Listung als ehemaliges Denkmal erfolgte. |                    | Baudenkmal     | Weitere Bilder                                    |

### Opperode
| Lage                     | Bezeichnung    | Beschreibung | Erfassungs- nummer | Ausweisungsart | Bild |
| ------------------------ | -------------- | ------------ | ------------------ | -------------- | ---- |
| Schimmelgasse 75 (Karte) | Tagelöhnerhaus | abgerissen   | 094 50359          |                | BW   |

### Rieder
| Lage                   | Bezeichnung  | Beschreibung | Erfassungs- nummer | Ausweisungsart | Bild           |
| ---------------------- | ------------ | --- | ------------------ | -------------- | -------------- |
| Friedhofstraße (Karte) | Gedenkstätte | Gedenkstätte Gedenkstätte für vier KZ-Opfer – die auf dem Todesmarsch vom KZ Langenstein-Zwieberge im April 1945 in Rieder starben – und einen russischen Kriegsgefangenen auf dem Friedhof, Ersterrichtung 1946/1947, Denkmal von 1988. 2023 wurde die Gedenkstätte aus dem Denkmalverzeichnis gestrichen. | 094 45402          | Baudenkmal     | Weitere Bilder |

## Legende
In den Spalten befinden sich folgende Informationen:
- Lage: Nennt den Straßennamen und wenn vorhanden die Hausnummer des Kulturdenkmals. Die Grundsortierung der Liste erfolgt nach dieser Adresse. Der Link „Karte“ führt zu verschiedenen Kartendarstellungen und nennt die geographischen Koordinaten.
Link zu einem Kartenansichtstool, um Koordinaten zu setzen. In der Kartenansicht sind Baudenkmale ohne Koordinaten mit einem roten bzw. orangen Marker dargestellt und können in der Karte gesetzt werden. Baudenkmale ohne Bild sind mit einem blauen bzw. roten Marker gekennzeichnet, Baudenkmale mit Bild mit einem grünen bzw. orangen Marker.
- Offizielle Bezeichnung: Nennt den Namen, die Bezeichnung oder zumindest die Art des Kulturdenkmals und verlinkt, soweit vorhanden, auf den Artikel zum Objekt.
- Beschreibung: Nennt bauliche und geschichtliche Einzelheiten des Kulturdenkmals, vorzugsweise die Denkmaleigenschaften.
- Erfassungsnummer: Für jedes Kulturdenkmal wird in Sachsen-Anhalt eine 20stellige Erfassungsnummer vergeben. Die letzten zwölf Ziffern werden für die Untergliederung nach Teilobjekten genutzt und werden nur angegeben, soweit vergeben. In dieser Spalte kann sich folgendes Icon  befinden, dies führt zu Angaben zu diesem Baudenkmal bei Wikidata.
- Ausweisungsart: Die Einordnung des Denkmales nach § 2 Abs. 2 DenkmSchG LSA
- Bild: Ein Bild des Denkmales, und gegebenenfalls einen Link zu weiteren Fotos des Kulturdenkmals im Medienarchiv Wikimedia Commons. Wenn man auf das Kamerasymbol klickt, können Fotos zu Kulturdenkmalen aus dieser Liste hochgeladen werden: